# Éramos pocos
Éramos pocos es un cortometraje español del director Borja Cobeaga y protagonizado por la actriz española Mariví Bilbao.

## Sinopsis
Un padre y su hijo, son incapaces de hacer las labores del hogar. Cuando la madre les abandona por lo desastrosos que son 
deciden sacar a la abuela del asilo para que les haga la comida y les limpie la casa. 

## Premios
- Nominado a los Oscar como mejor cortometraje.